# Aristias megalops
Aristias megalops är en kräftdjursart som beskrevs av Georg Ossian Sars 1895. Aristias megalops ingår i släktet Aristias och familjen Aristiidae. Arten har ej påträffats i Sverige. Inga underarter finns listade i Catalogue of Life.